# Jürgen von Kamptz
Jürgen Christoph Albrecht Axel von Kamptz (Aurich, 11 agosto 1891 – Roisdorf, 12 agosto 1954) è stato un generale e poliziotto tedesco attivo nel Protettorato di Boemia e Moravia, nel Reichskommissariat Norwegen e in Italia come capo delle forze dell'ordine.

## Biografia
Kamptz nacque dal magistrato Bernhard Karl Wilhelm Florus von Kamptz e da Anna Luise Henriette Elten e, dopo aver completato gli studi, si arruolò l'8 giugno 1912 nel 64. Infanterie Regiment con il grado di alfiere, con il quale partecipò alla prima guerra mondiale. Nel settembre 1918 sposò Veronika Ayrer, dalla quale ebbe due figlie. Verso la fine della guerra, fu promosso sottotenente e si arruolò nella polizia prussiana. Nell'agosto 1932 si iscrisse al Partito nazista (tessera  1258905). Kamptz lavorò nel Ministero federale dell'interno, dei lavori pubblici e della patria dal settembre 1933 a giugno 1936, venendo poi nominato ispettore generale della Gendarmerie e della Stadtpolizei dell'Ordnungspolizei e, dall'aprile 1937 a giugno 1939, comandante della Schutzpolizei a Berlino. Nel marzo 1938, Kamptz si unì alle Schutzstaffel (numero 292714) con il grado di Oberführer.
Nel giugno 1939 Kamptz fu nominato comandante dell'Ordnungspolizei nel Protettorato di Boemia e Moravia, fino a quando nell'aprile 1941 riottenne il comando della Gendarmerie e della Schutzpolizei a Berlino, sostituendo Rudolf Querner. Dal giugno 1943 Kamptz comandò l'Ordnungspolizei nel Reichskommissariat Norwegen, fino al settembre 1943 quando fu trasferito in Italia, sotto il comando di Karl Wolff, con l'incarico di arrestare i partigiani e di deportare gli ebrei. Nell'agosto 1944, Kamptz fu promosso SS-Obergruppenführer. Il 29 aprile 1945, Kamptz fu catturato a Rimini e trasferito all'Island Farm Special Camp 11 nel giugno 1947 e successivamente al campo di concentramento di Neuengamme nell'ottobre 1947.